# Puebla de Pedraza
Puebla de Pedraza ist eine Gemeinde in der spanischen Provinz Segovia. Sie liegt im Süden der Autonomen Region Kastilien und León, an der Nordwestabdachung der Sierra de Guadarrama. Sie hat 51 Einwohner (Stand: 2024). 

## Geographie
Puebla de Pedraza liegt etwa 30 Kilometer nordnordöstlich vom Stadtzentrum von Segovia in einer Höhe von ca. 955 m. 
Puebla de Pedraza befindet sich innerhalb der Zone des kontinentalen mediterranen Klimas.

## Bevölkerungsentwicklung
| Jahr      | 1970 | 1981 | 1991 | 2001 | 2011 | 2021 |
| Einwohner | 193  | 123  | 103  | 85   | 62   | 42   |

## Sehenswürdigkeiten
- Jakobuskirche (Iglesia de Santiago Apóstol)
- Christuskapelle
- Turmruine

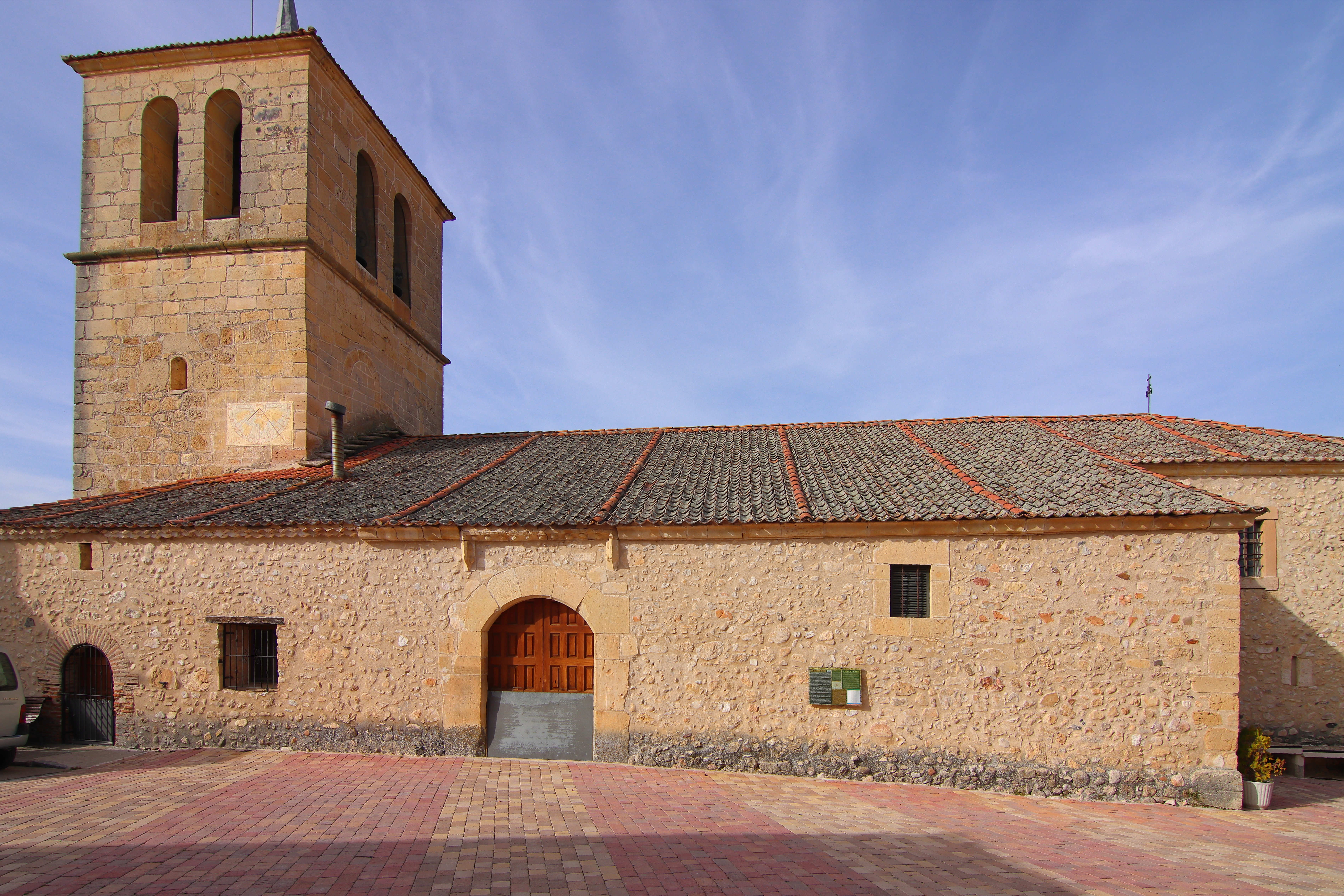
Jakobuskirche
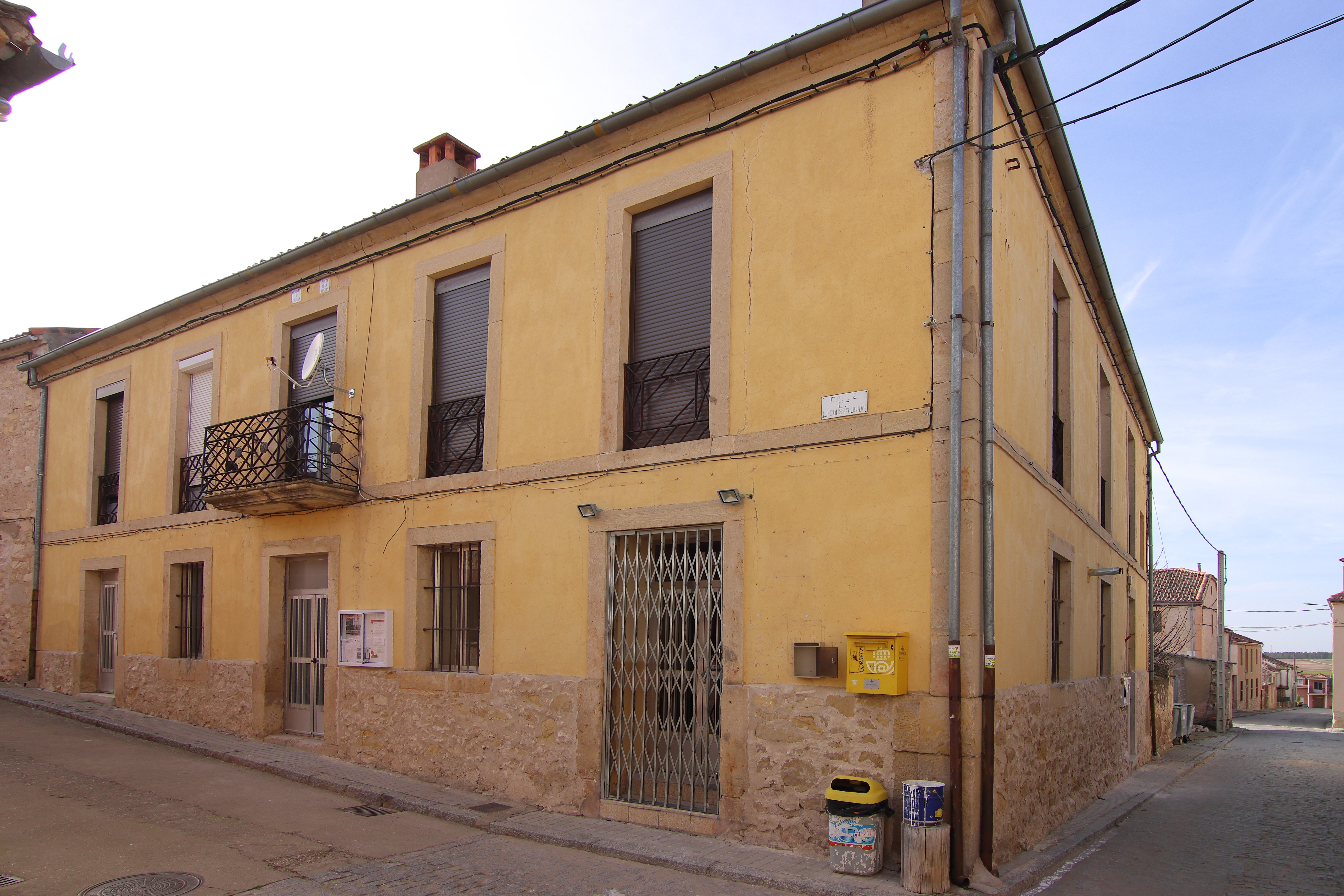
Rathaus